# Metamorphoses
 "Metamorfoser" omdirigeres hertil. For andre betydninger af Metamorfoser, se Metamorfose.
Metamorphoses (græsk: 'μεταμορφώσεις', Latin: Metamorphōsēs), Metamorfoserne eller Forvandlingerne er den latinske digter Ovids hovedværk, sandsynligvis forfattet umiddelbart før digterens eksil i år 8 e.Kr.
Det er et heksametrisk epos i femten bøger, der genfortæller verdenshistorien med særlig henblik på mytologien og de overnaturlige forvandlinger, som mytologien fortalte om. Værket på én gang støtter sig til og polemiserer imod den hellenistiske digter Kallimachos, der skrev mytologiske smådigte samlet under titlen Aitia (græsk: 'årsager').
Metamorfoserne er nogle år yngre end Vergils Æneiden, men ånden i de to værker er vidt forskellig; selv om Ovid ikke direkte kritiserer Augustus, har værkets underliggende morale ikke været behagelig læsning for kejseren.
Professor Otto Steen Due har oversat Metamorfoserne til dansk i 1989 (Ovids Forvandlinger på danske vers, Århus: Centrum), revideret i 2005 (Ovids Metamorfoser på dansk, København: Gyldendal).